# Trnávka (Bratislava)

Lage von Trnávka in Bratislava

Trnávka (deutsch Dornkappel[n]) ist eine der 20 Katastralgemeinden der slowakischen Hauptstadt Bratislava und eines der Stadtviertel des Stadtteils Ružinov. Sie liegt im nordöstlichen Teil des Stadtteils und ist begrenzt durch die Straße Cesta na Senec im Norden, die Katastralgemeinde Farná (Teil der Gemeinde Ivanka pri Dunaji) in Osten, den Stadtteil Vrakuňa im Süden sowie die Straßen Vrakunská cesta und Trnavská cesta im Südwesten und Rožňavská cesta im Nordwesten. Die Größe der Katastralgemeinde beträgt 12,926 km².

## Geschichte

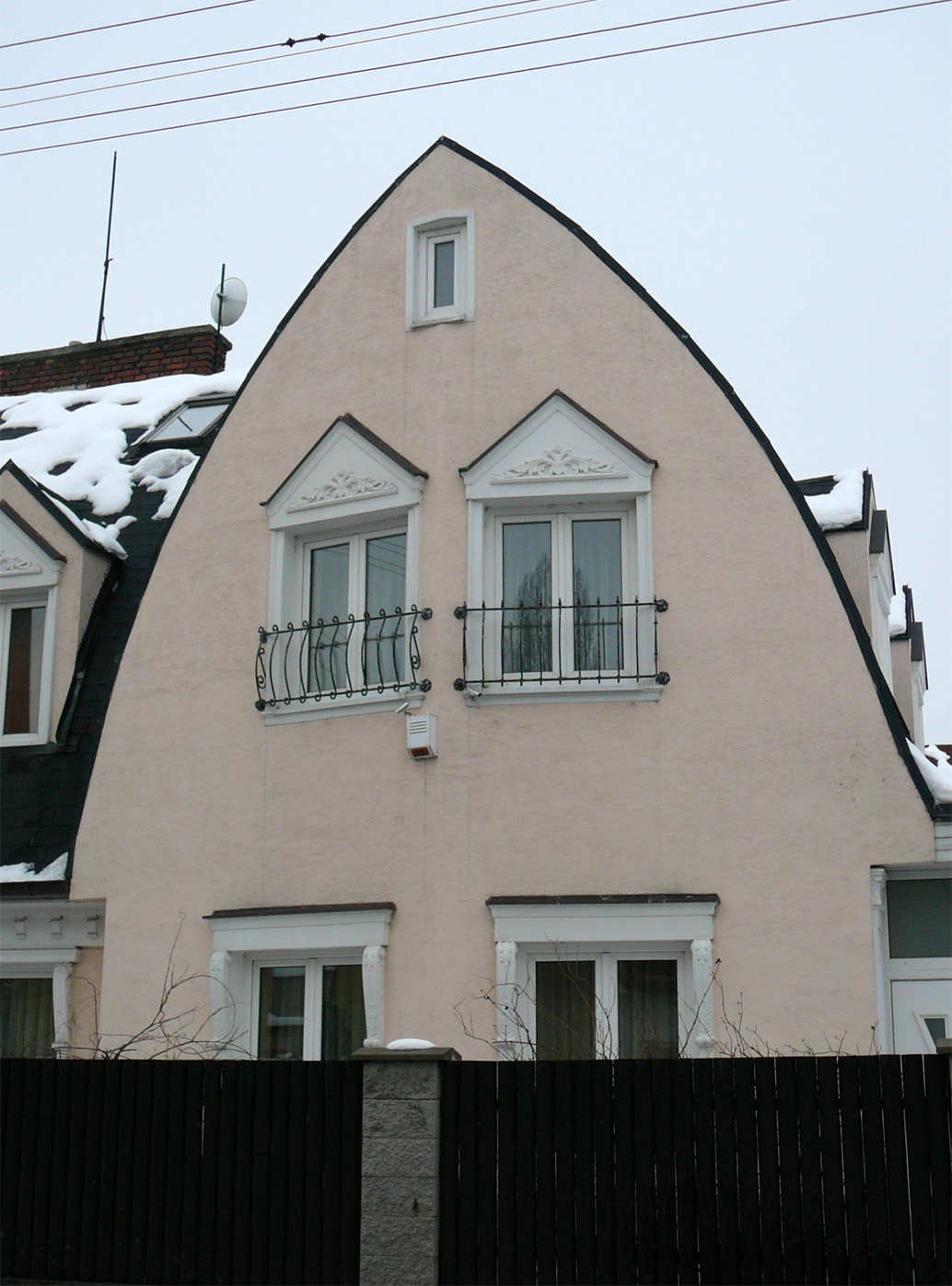
Eines der Häuser der Masaryk-Kolonie

Das Gebiet der Katastralgemeinde bestand lange nur aus Wiesen und Heiden und wurde 1655 als Torrnkapel erwähnt. Die Kappel mit einem Glockenturm stand nahe einer Ziegelei und eine nahe Straße trägt bis heute den Namen Pri zvonici (wörtlich „Am Glockenturm“). Eine dauerhafte Besiedlung erfolgte erst nach 1869 und war für die Bedürfnisse der Ziegelei ausgerichtet. Allerdings waren viele der Häuser nur als Provisorien gebaut. Erst nach dem Ersten Weltkrieg und insbesondere nach 1924 kam es zum weiteren Ausbau des Viertels, als in der Stadt Bratislava selbst eine Wohnungsknappheit herrschte. Damals lag Dornkappel an der Peripherie der Stadt. Aus dieser Zeit stammt die sogenannte Masaryk-Kolonie (slowakisch Masarykova kolónia), einer Gruppe von 30 Doppelhäusern, die heute unter Denkmalschutz stehen. 1928 wohnten 1300 Einwohner in Dornkappel, 1938 schon 6000. Auch in der ersten tschechoslowakischen Republik war das Stadtviertel ein armes Arbeiterviertel, mit 920 Wohnungen (im Jahr 1936), von denen nur neun Prozent einen Anschluss an die öffentlichen Wasserleitungen besaßen und 26 Prozent elektrifiziert waren. Wegen der ethnischen Vielfältigkeit und ärmlichen Verhältnissen erhielt das Viertel den umgangssprachlichen Namen „Mexiko“. 1929 wurde mit dem Bau einer Schule begonnen, 1938 wurde die erste Kirche fertiggestellt. Die örtliche Bücherei hatte je eine Abteilung für Slowaken, Deutsche und Magyaren.
Heute ist Trnávka ein Stadtviertel mit gemischter Bevölkerung und zunehmender Bebauung mit mehrstöckigen Wohnhäusern. Während der Teil westlich der Straße Galvaniho durch Wohnquartiere geprägt ist, liegen östlich dieser Straße einige Handels- und Industriebetriebe. Auf dem Gebiet befinden sich zwei große Einkaufszentren: Avion an der Ivanská cesta und Soravia an der Rožňavská cesta. Im Norden des Stadtviertels liegt der See Zlaté piesky. Die Autobahn D1 passiert östlich des bebauten Gebiets mit einer direkten Anbindung an der Ausfahrt 11 (Letisko). Der Terminal des Flughafens Bratislava und ein Teil des Flughafengeländes liegen ebenfalls in der Katastralgemeinde.